# ピョートル・ガヌシュキン

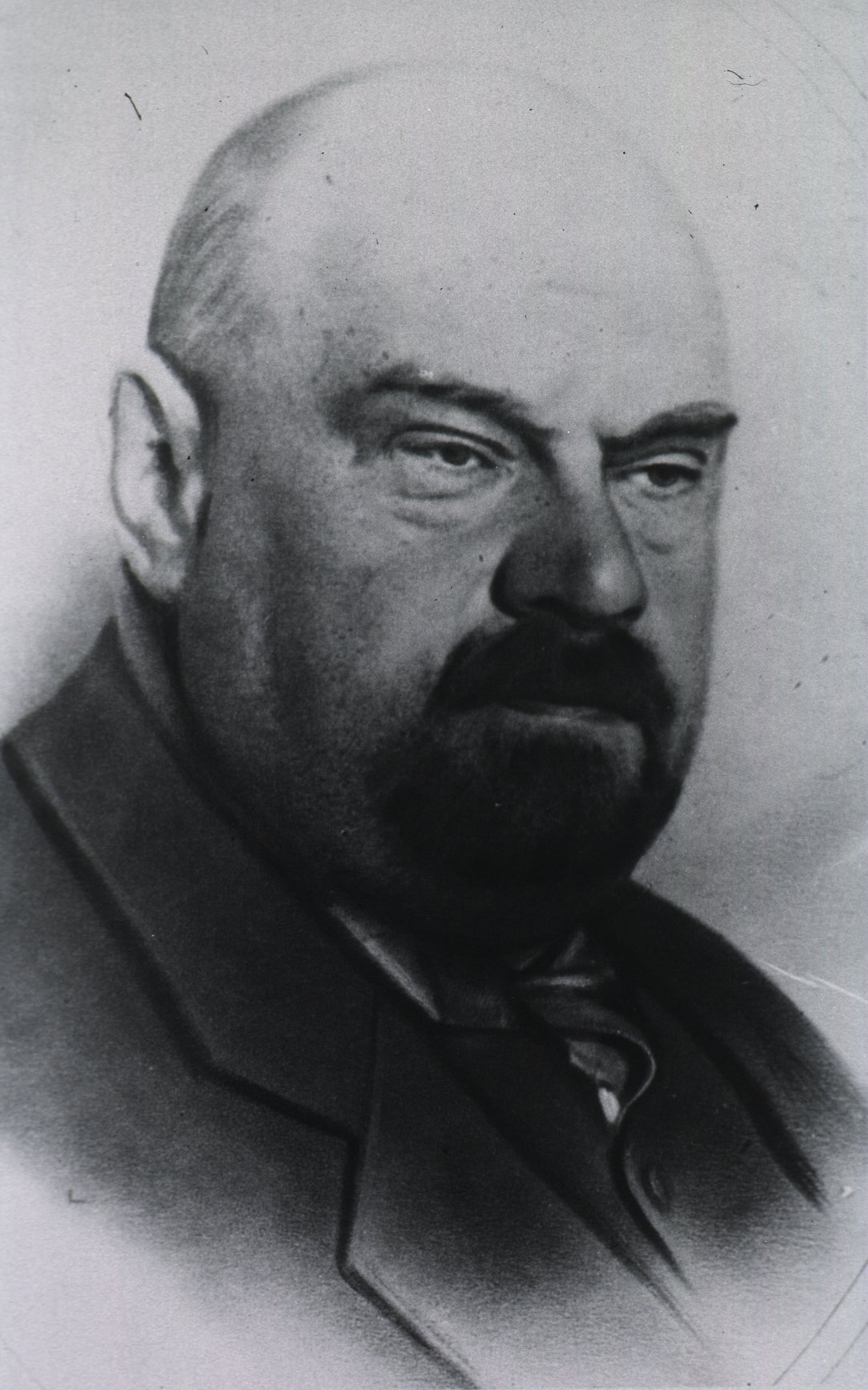
1930年ごろ

ピョートル・ボリソビッチ・ガヌシュキン（ロシア語: Пётр Бори́сович Га́нушкин、1875年3月8日 - 1933年2月23日）は、ロシア帝国およびソビエト連邦の医学者。社会精神医学の分野において活動した。
パーソナリティ障害として知られる病の最初の理論の一つを立てたほか、また、セルゲイ・コルサコフやウラジーミル・セルブスキーに師事した。そのほか、社会精神医学の組織的課題を明らかにした。そのほか、さまざまな要職を務めた。

## 生涯
リャザン県（現・リャザン）出身。モスクワ帝国大学（現・モスクワ大学）卒。